# Aincreville
Aincreville és un municipi francès situat al departament del Mosa i a la regió del Gran Est. L'any 2007 tenia 91 habitants.

## Demografia

### Població
El 2007 la població de fet d'Aincreville era de 91 persones. Hi havia 36 famílies, de les quals 12 eren unipersonals (8 homes vivint sols i 4 dones vivint soles), 12 parelles sense fills i 12 parelles amb fills.
La població ha evolucionat segons el següent gràfic:
Habitants censats

### Habitatges
El 2007 hi havia 45 habitatges, 38 eren l'habitatge principal de la família, 6 eren segones residències i 1 estava desocupat. Tots els 45 habitatges eren cases. Dels 38 habitatges principals, 31 estaven ocupats pels seus propietaris, 6 estaven llogats i ocupats pels llogaters i 1 estava cedit a títol gratuït; 2 tenien dues cambres, 2 en tenien tres, 12 en tenien quatre i 21 en tenien cinc o més. 33 habitatges disposaven pel capbaix d'una plaça de pàrquing. A 26 habitatges hi havia un automòbil i a 10 n'hi havia dos o més.

### Piràmide de població
La piràmide de població per edats i sexe el 2009 era:
| Homes | Edats   | Dones |
| ----- | ------- | ----- |
| 0     | 95 o +  | 0     |
| 0     | 90 a 94 | 0     |
| 0     | 85 a 89 | 0     |
| 0     | 80 a 84 | 8     |
| 12    | 75 a 79 | 0     |
| 0     | 70 a 74 | 0     |
| 0     | 65 a 69 | 4     |
| 0     | 60 a 64 | 0     |
| 0     | 55 a 59 | 0     |
| 8     | 50 a 54 | 4     |
| 4     | 45 a 49 | 0     |
| 8     | 40 a 44 | 4     |
| 8     | 35 a 39 | 4     |
| 0     | 30 a 34 | 4     |
| 4     | 25 a 29 | 4     |
| 8     | 20 a 24 | 0     |
| 0     | 15 a 19 | 4     |
| 0     | 10 a 14 | 0     |
| 4     | 5 a 9   | 4     |
| 4     | 0 a 4   | 0     |

## Economia
El 2007 la població en edat de treballar era de 55 persones, 36 eren actives i 19 eren inactives. De les 36 persones actives 28 estaven ocupades (23 homes i 5 dones) i 7 estaven aturades (2 homes i 5 dones). De les 19 persones inactives 1 estava jubilada, 8 estaven estudiant i 10 estaven classificades com a «altres inactius».
Activitats econòmiques
Dels 5 establiments que hi havia el 2007, 3 eren d'empreses de construcció i 2 d'empreses de transport.
Dels 3 establiments de servei als particulars que hi havia el 2009, 1 era una fusteria, 1 lampisteria i 1 empresa de construcció.
L'any 2000 a Aincreville hi havia 9 explotacions agrícoles que ocupaven un total de 750 hectàrees.

## Poblacions més properes
El següent diagrama mostra les poblacions més properes.